# Oncopsis sobrius
Oncopsis sobrius är en insektsart som beskrevs av Walker 1851. Oncopsis sobrius ingår i släktet Oncopsis och familjen dvärgstritar. Inga underarter finns listade i Catalogue of Life.